# Kamm-Stierkopfhai
Der Kamm-Stierkopfhai (Heterodontus galeatus) ist ein maximal 150 cm langer Stierkopfhai. Er kommt ausschließlich vor Ostaustralien in den Küstengebieten des südlichen Queensland und New South Wales vor.

## Aussehen und Merkmale

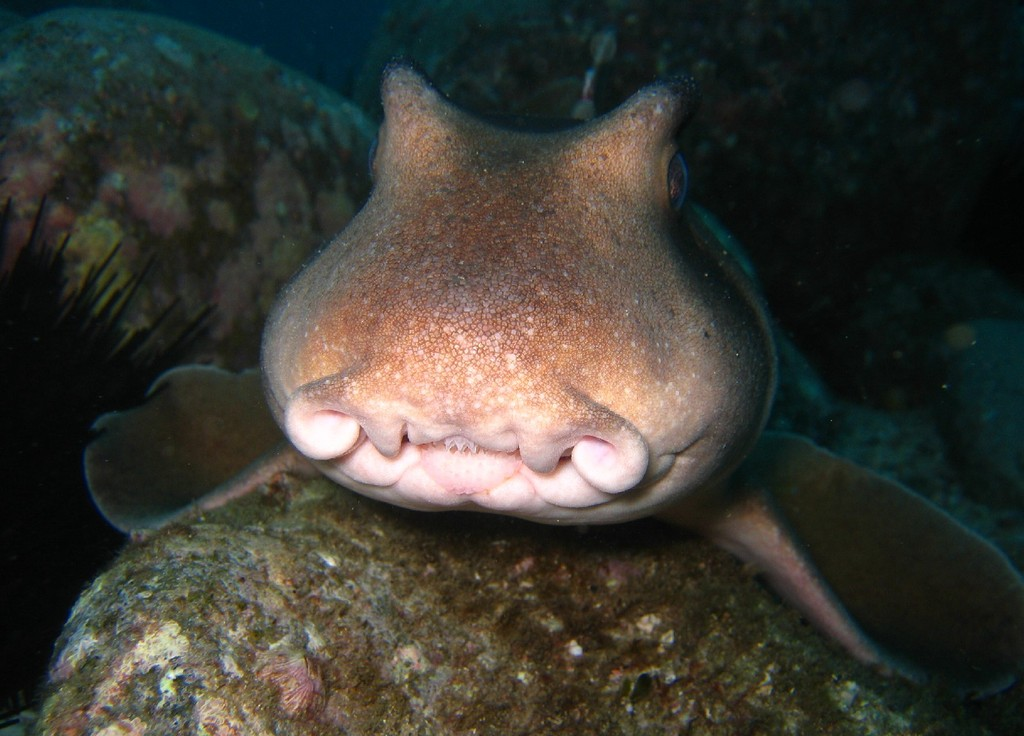
Frontalansicht

Der Kamm-Stierkopfhai hat eine durchschnittliche Körperlänge von etwa 100 bis 120 cm, kann jedoch auch Körperlängen bis 150 cm erreichen. Er hat eine hellbraune Körperfärbung und ist durch mehrere dunkelbraune, breite Streifen über den Kopf, Körper und Schwanz gezeichnet.
Der Hai besitzt einen zylindrischen Körper mit einem konisch geformten Kopf. Die Schnauze ist sehr klein und breit gerundet, die Augenwülste sind im Gegensatz zu den anderen Stierkopfhaien sehr hoch ausgeprägt. Er besitzt eine Afterflosse und zwei Rückenflossen, die beide bedornt sind. Die erste Rückenflosse beginnt über der Mitte der Brustflossen, die zweite Rückenflosse hinter dem freien Ende der Bauchflossen. Der Hai besitzt fünf vergleichsweise lange Kiemenspalten und ein kleines Spritzloch (Spiraculum) unterhalb des Auges.

## Lebensweise
Der Kamm-Stierkopfhai ist eine relativ häufige Art im Bereich des Kontinentalschelfs, wo er nahe dem Meeresboden in bis zu 40 m Tiefe lebt. Er ernährt sich vor allem von Seeigeln, jagt jedoch auch andere wirbellose Tiere und kleine Fische.
Er ist wie alle Stierkopfhaie eierlegend (ovipar) und legt relativ einfach gebaute Eier mit schmalen, paarigen Kammern, die diagonal zur Schalenachse verlaufen. Diese besitzen lange und dünne Hornfäden an den Enden der Eischale. Mehrere Weibchen legen saisonal jeweils 2 Eier gemeinsam unter steinigen Unterschlüpfen ab. Die Junghaie schlüpfen nach etwa 5 Monaten mit einer Größe von etwa 17 cm. Die Geschlechtsreife erreichen die Tiere nach etwa 11 bis 12 Jahren bei einer Länge von ungefähr 60 bis 70 cm.

## Verbreitung

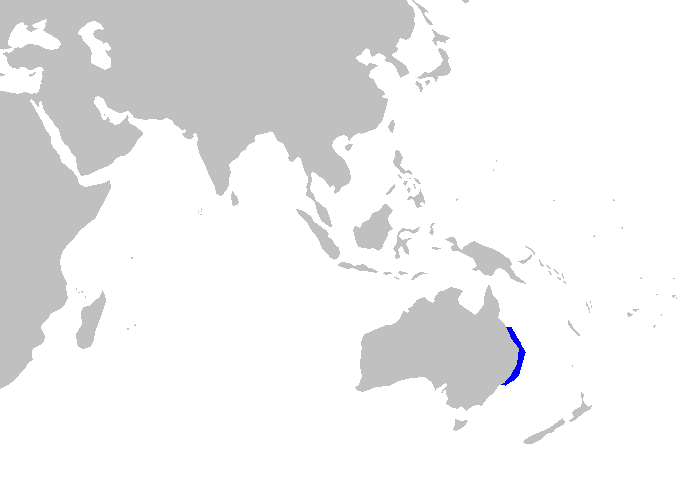
Verbreitung des Kamm-Stierkopfhais

Der Kamm-Stierkopfhai kommt ausschließlich vor Ostaustralien in den Küstengebieten des südlichen Queensland und New South Wales vor.